# Uvaria clavata
Uvaria clavata är en kirimojaväxtart som beskrevs av Jean Baptiste Louis Pierre, Adolf Engler och Friedrich Ludwig Diels. Uvaria clavata ingår i släktet Uvaria och familjen kirimojaväxter. Inga underarter finns listade i Catalogue of Life.